# Rau muống
Rau muống (danh pháp hai phần: Ipomoea aquatica) là một loài thực vật nhiệt đới bán thủy sinh thuộc họ Bìm bìm (Convolvulaceae), là một loại rau ăn lá. Phân bố tự nhiên chính xác của loài này hiện chưa rõ do được trồng phổ biến khắp các vùng nhiệt đới và cận nhiệt đới trên thế giới, nhưng người ta cho rằng nó là bản địa Cựu thế giới và du nhập vào vùng nhiệt đới và cận nhiệt đới Tân thế giới. Tại Việt Nam, nó là một loại rau rất phổ thông và rất được ưa thích

## Các thứ
- Ipomoea aquatica var. aquatica: Phân bố rộng khắp vùng nhiệt đới và cận nhiệt đới toàn thế giới.[4]
- Ipomoea aquatica var. heterophylla (Hallier f.) Rendle, 1905 (đồng nghĩa: Ipomoea reptans var. heterophylla Hallier f., 1898): Bản địa Namibia.[5]

## Miêu tả
Cây mọc bò, ở mặt nước hoặc trên cạn. Thân rỗng, dày, có rễ mắt, thường không có lông vào mùa nóng, và có lông vào mùa lạnh. Lá hình ba cạnh, đầu nhọn, đôi khi hẹp và dài. Hoa to, có màu trắng hay hồng tím, ống hoa tím nhạt, mọc từng 1-2 hoa trên một cuống. Quả nang tròn, đường kính 7-9 mm, chứa 4 hạt có lông màu hung, đường kính mỗi hạt khoảng 4 mm.

## Phân loại
Ở Việt Nam, rau muống có hai loại trắng và tía, mỗi loại có đặc tính riêng. Cả hai loại đều có thể trồng trên cạn hoặc dưới nước. Thông thường thì người ta trồng rau muống trắng trên cạn; còn rau muống tía thường được trồng (hay mọc tự nhiên) dưới nước, nên tục gọi là rau muống đồng (hay rau muống ruộng).

## Thành phần hóa học
Rau muống có 92% nước, 3,2% protit, 2,5% gluxit, 1% xenluloza, 1,3% tro. Hàm lượng muối khoáng rất cao: trong đó có khoảng 100 mg% calci, 37 mg% phosphor, 1,4 mg% sắt. Các vitamin gồm có 2,9% caroten, 23 mg% vitamin C, 0,10 mg% vitamin B1, 0,7% vitamin PP, 0,09 mg% vitamin B2. Ngoài ra còn chứa nhiều chất nhầy.

## Công dụng

### Công dụng

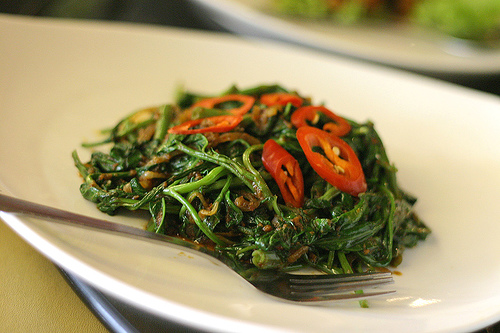
Rau muống xào kiểu Penang, Malaysia.

Từ rau muống, cách đơn giản nhất là luộc lên. Và tùy theo từng vùng, người ta có thể chấm với nước mắm, xì dầu, chao, mắm tép và tương (đặc biệt là tương Bần). Nước của rau muống luộc cũng thường được người dân Việt Nam uống pha với chanh sau bữa ăn. Tại Việt Nam xưa (làng Thanh Chiểu nay là Sen Chiểu - Phúc Thọ - Hà Nội) đã từng có loại rau muống được nuôi trồng rất cầu kỳ bằng cách cho ngọn rau mọc cuộn trong những chiếc vỏ ốc rỗng, để lấy những ngọn rau muống trắng nõn và mập mạp làm thức ăn....
Ngoài rau muống luộc, còn có rau muống xào tỏi (có thể gia chút mắm tôm theo truyền thống); làm nộm rau muống với lạc rang giã dập, giấm, đường, tỏi, ớt; gia vào canh riêu cua hoặc canh cua khoai sọ thay cho rau rút, ăn với lẩu gà, làm rau muống nướng. Cũng thường thấy rau muống được chẻ ra ăn sống với các loại rau thơm khác. Mỗi cách đều có hương vị riêng và tùy sở thích của từng vùng, từng miền mà cách chế biến có khác nhau. Khuyến cáo: rau muống ăn sống phải được rửa kỹ, ngâm nước muối hoặc nước ozone để khử trùng.

### Dược lý
Chữa bệnh đái tháo đường. Đắp vết loét do bệnh zona.

## Thơ văn
Có một bài thơ của Trần Tuấn Khải nhắc đến món ăn rau muống luộc như sau:
Anh đi anh nhớ quê nhà,
Nhớ canh rau muống, nhớ cà dầm tương.
Nhớ người một nắng hai sương,
Nhớ ai tát nước bên đường hôm nao.

## Hình ảnh

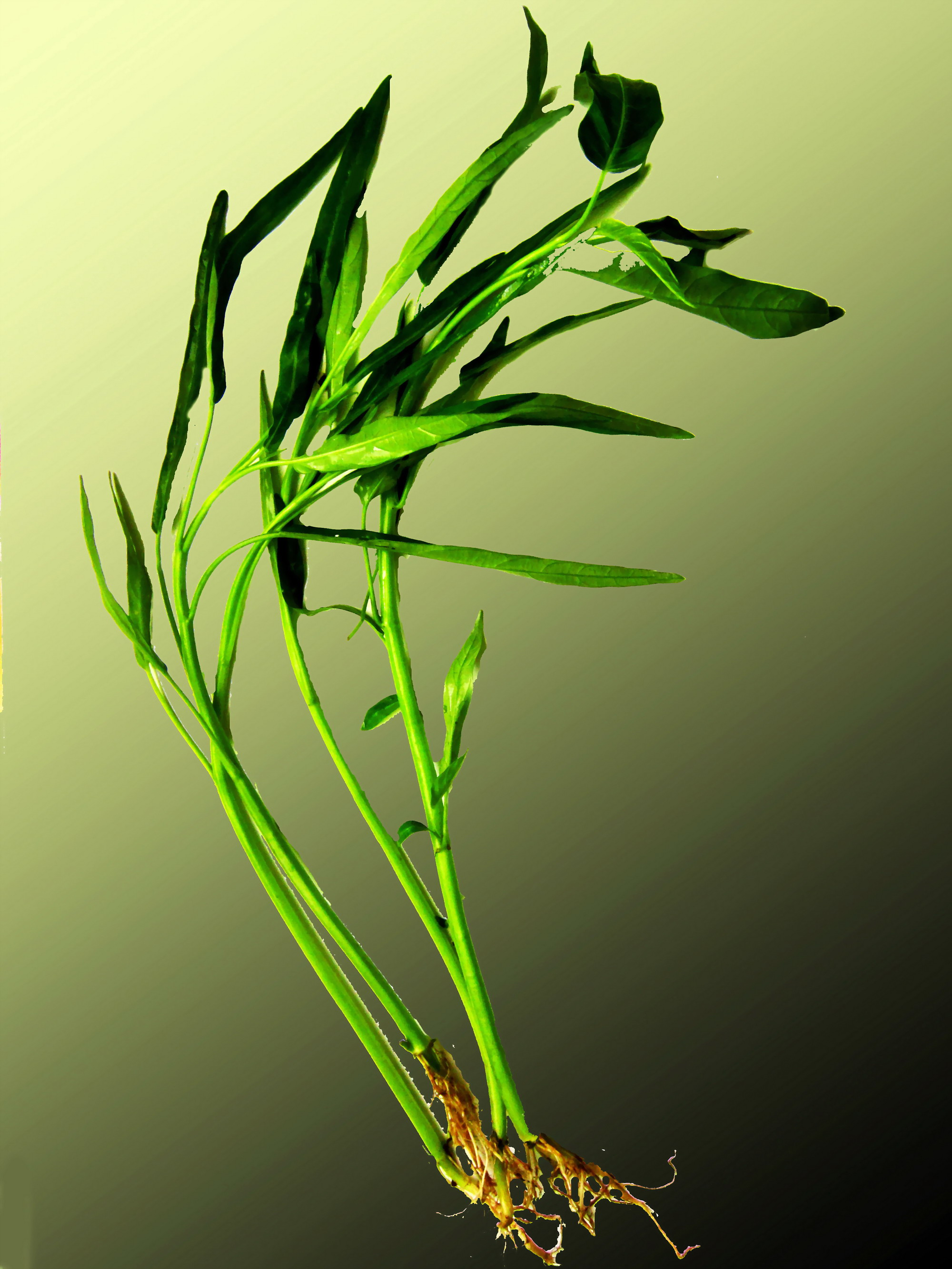
Hình dạng cây rau muống.
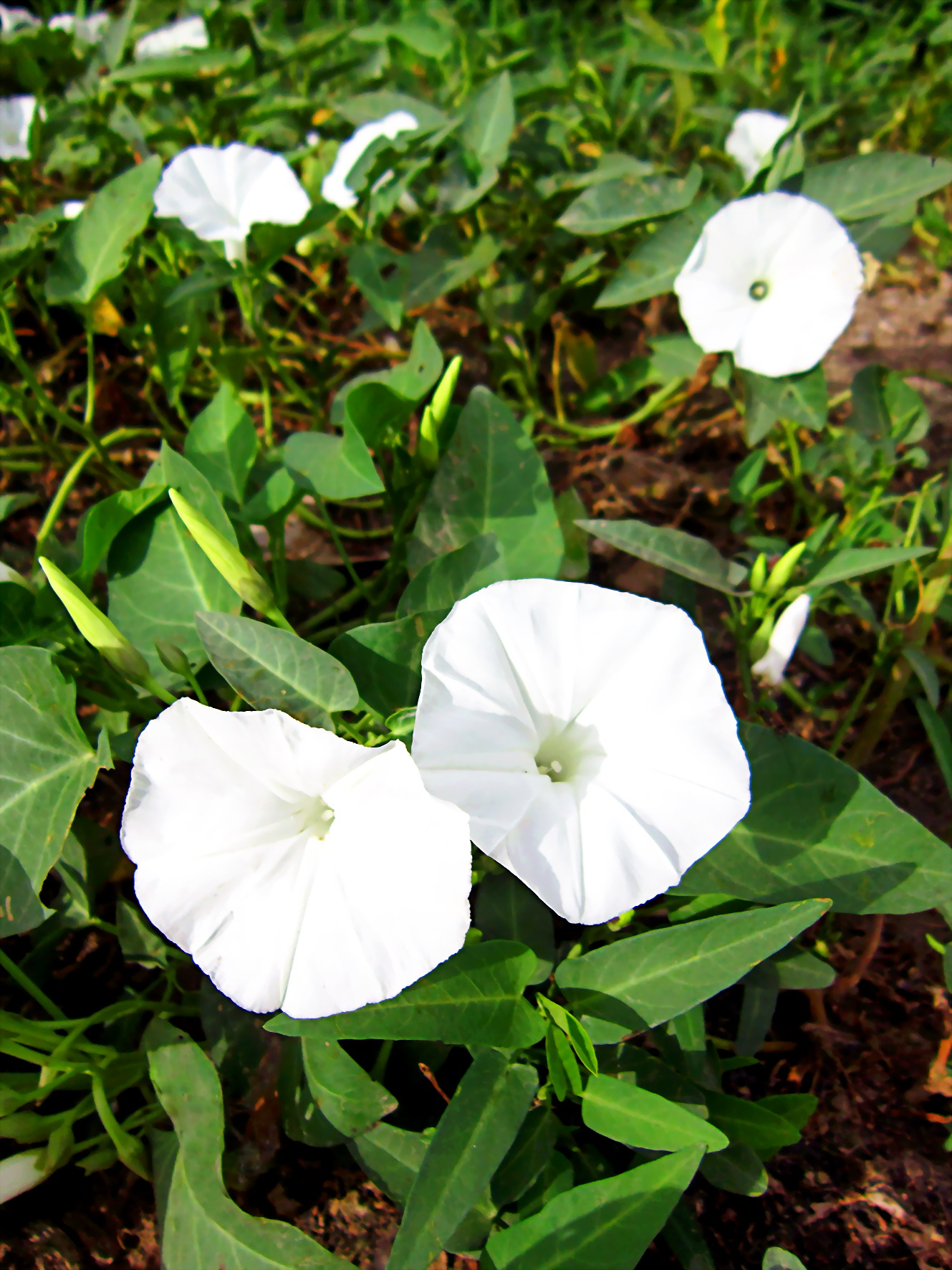
Tùy theo giống, hoa rau muống có màu trắng...
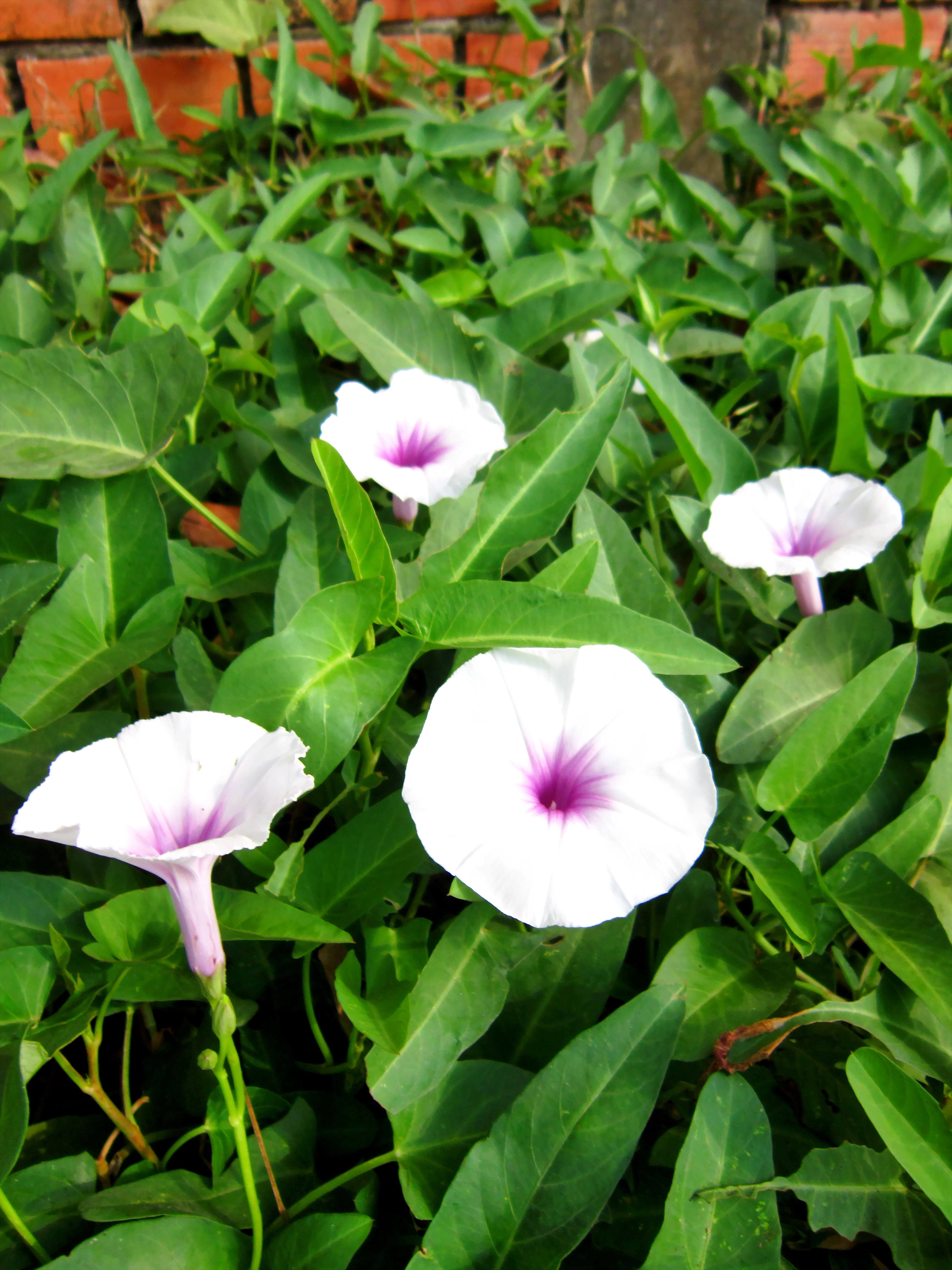
...hay có pha chút màu tím nhạt ở ống hoa.
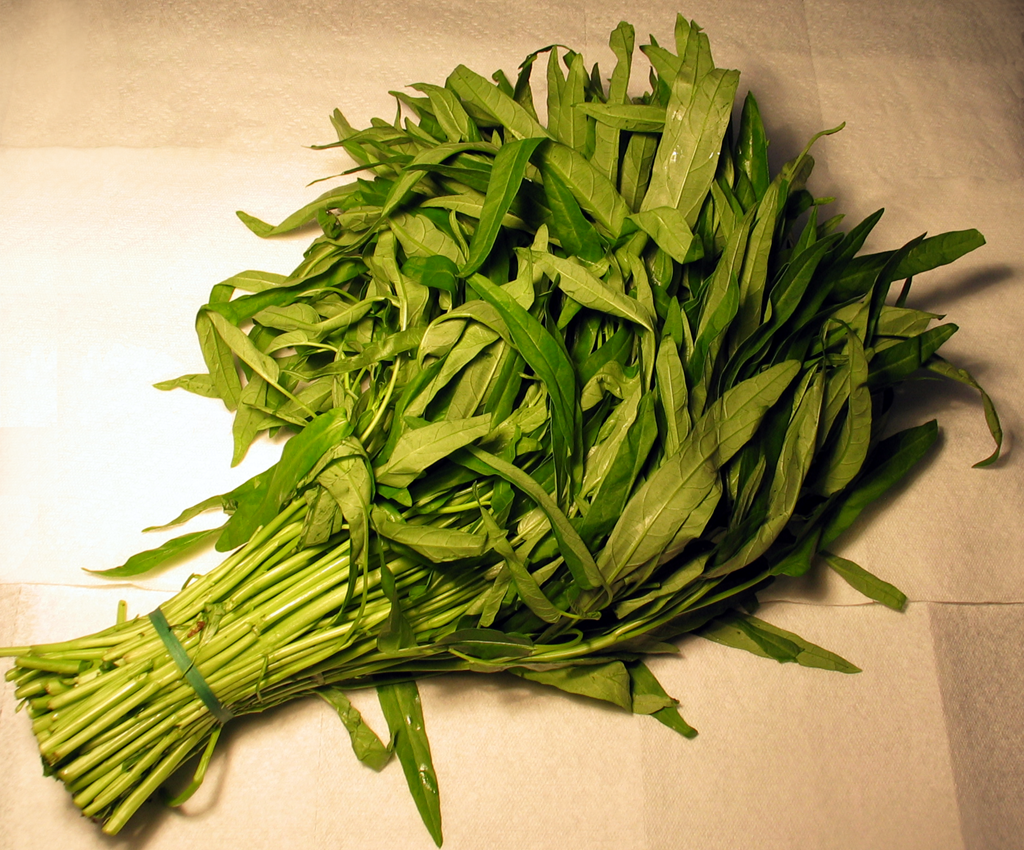
Một bó rau muống.
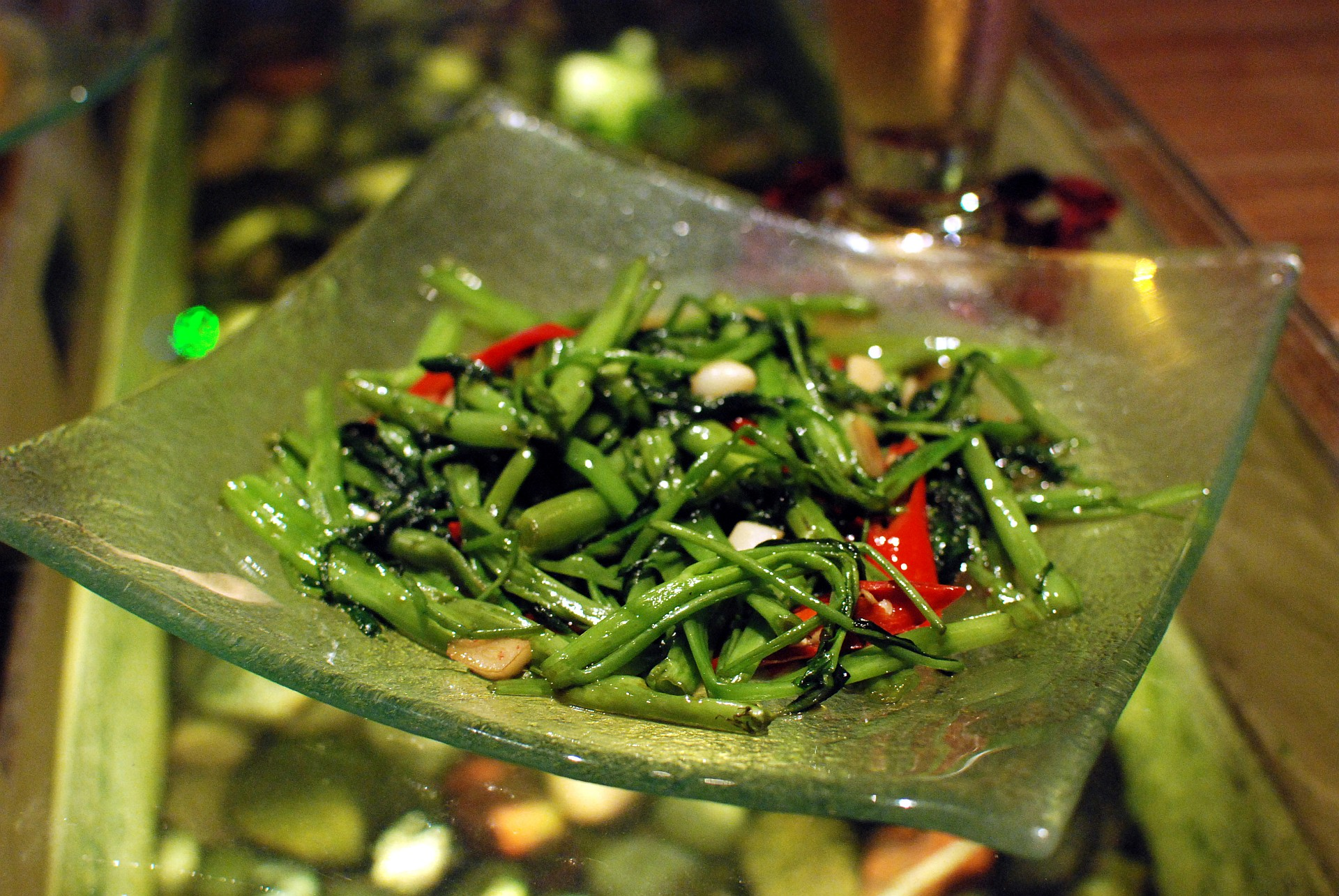
Rau muống xào kiểu Thái Lan (Pak boong fai daeng).
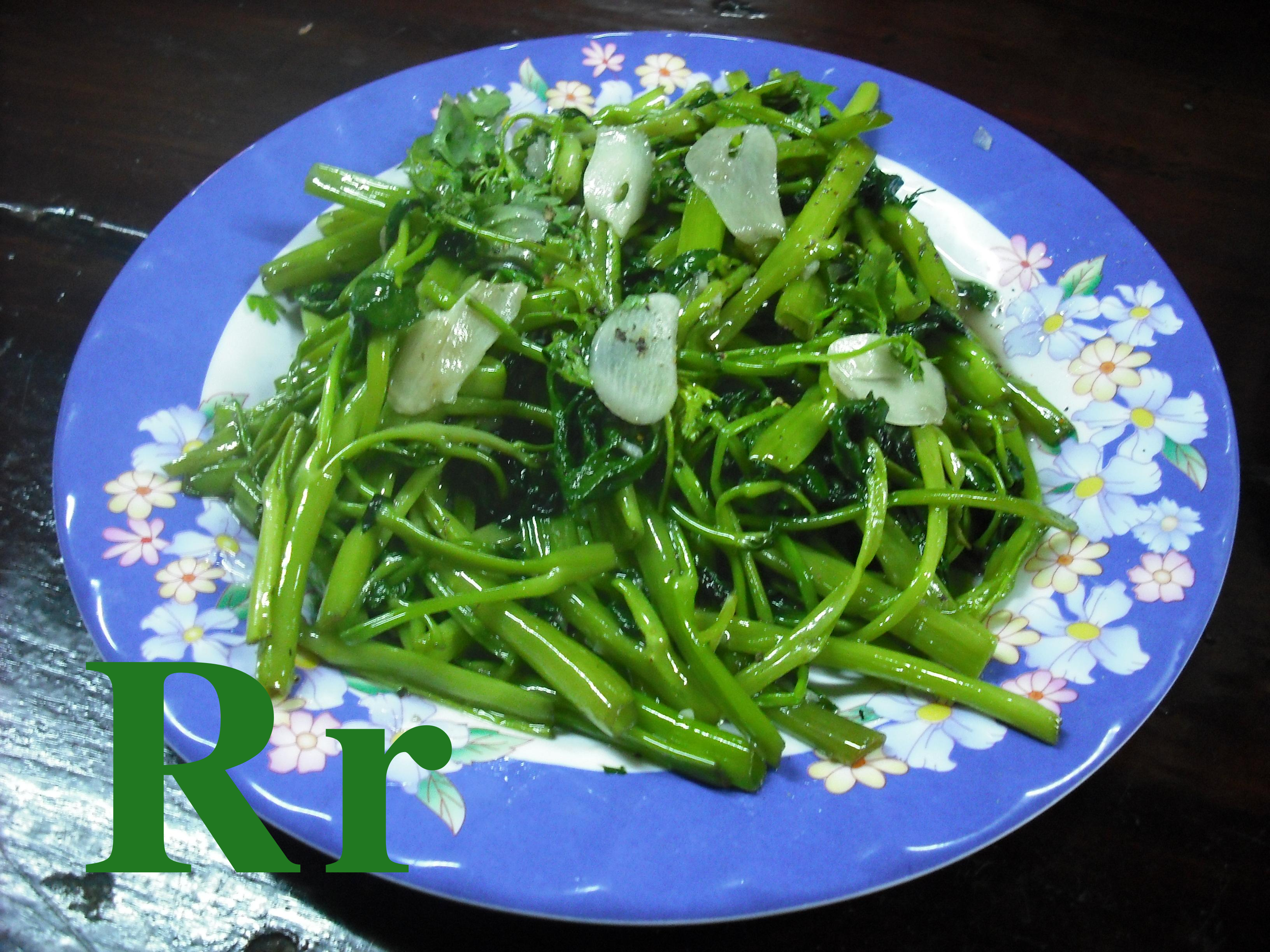
Rau muống xào kiểu Việt Nam